# كريس شيبارد
كريس شيبارد (بالإنجليزية: Chris Sheppard)‏ هو لاعب دوري الرغبي أسترالي، ولد في 16 مارس 1981 في Mareeba ‏ في أستراليا.